# Jimmy Lidberg
Jimmy Alexander Lidberg (ur. 19 kwietnia 1982) – szwedzki zapaśnik, brązowy medalista olimpijski z Londynu w kategorii 96 kg.
Walczy w stylu klasycznym, w kategorii do 96 kg. Zawody w 2012 były jego pierwszymi igrzyskami olimpijskimi. Jest wielokrotnym medalistą mistrzostw świata i Europy. W mistrzostwach świata sięgał po srebro w 2009 i 2011 oraz brąz w 2010. W kontynentalnym czempionacie był drugi w 2005 i 2007, a trzeci w 2006 i 2009.
Srebrny medalista mistrzostw nordyckich w 2006 roku.